# Détermination du dosage d'un produit de marquage routier
Dans le domaine du marquage routier, l’essai de détermination du dosage d'un produit de marquage routier est un essai in situ (c’est-à-dire sur chantier) qui permet de déterminer le poids réel de produit mis en place et donc de vérifier si les dosages prescrits sont bien respectés.